# Улица 40 лет Октября (Липецк)
У́лица 40-ле́тия Октября́ — улица в Правобережном округе Липецка. Проходит на Соколе вверх от Заводской площади до садоводств параллельно улицам Ушинского и Северной.
К чётной стороне примыкают улицы Газина, Смыслова и площадь Константиновой.
Образована 20 июля 1950 года. Первоначально называлась у́лицей Хрущёва в честь советского государственного и партийного деятеля Н. С. Хрущёва. Нынешнее имя получила 10 сентября 1957 года по предстоящему юбилею Октябрьской революции. Переименование было связано с решением о моратории на присвоение имен живущих людей городам, улицам и т. д.
Застроена улица большей частью старыми домами малой этажности. В конце к улице примыкает Северный микрорайон, в частности д. 47, 46, 45, 44.

## Адреса
- № 4 — баня
- № 15 — поликлиника завода «Свободный сокол»
- № 19а — детский сад
- № 39 — школа-интернат
- № 41 — детский дом

Значительную часть чётной стороны улицы занимает территория спорткомплекса «Сокол».

## Транспорт
- к домам начала улицы — автобус: 11, 315, ост.: «ул. 40 лет Октября»; авт. 2, 11, 12, 24, 33, 33А, 39, 44, 300, 315, 324, 346, 347, 352, ост.: «ул. Н. Баумана».
- к домам начала улицы - авт.: 11, ост. «ЛКБ».
- к домам начала, середины и конца улицы — автобус 2, 11, 33А, 300, 346, ост.: «ул. Ушинского», «пл. Горскова».